# GRIA2
GRIA2またはGluA2、GluR2（glutamate ionotropic receptor AMPA type subunit 2、ionotropic glutamate receptor 2）は、ヒトではGRIA2遺伝子によってコードされるタンパク質である。

## 機能
グルタミン酸受容体は哺乳類の脳における主要な興奮性神経伝達物質受容体であり、さまざまな正常な神経生理学的過程で活性化される。GRIA2遺伝子の産物は、α-アミノ-3-ヒドロキシ-5-メチル-4-イソキサゾールプロピオン酸（AMPA）に対する感受性を持ち、リガンド依存性カチオンチャネルとして機能するグルタミン酸受容体ファミリーに属する。これらのチャネルは4つの関連するサブユニット、GluA1–4から組み立てられている。GRIA2遺伝子にコードされるサブユニット（GRIA2、GluA2、GluR2）の2番目の膜貫通ドメイン内の領域でRNA編集によってグルタミン（Q）がアルギニン（R）に変化し、チャネルはCa2+に対する透過性を失うと考えられている。ヒトと動物での研究からは、pre-mRNAの編集は脳の機能に必要不可欠であり、Q/R部位でのRNA編集の編集の欠陥は、筋萎縮性側索硬化症（ALS）の原因となる可能性が示唆されている。この遺伝子には選択的スプライシングによるバリアントが記載されており、シグナル伝達性質の異なるflip型、flop型と呼ばれるアイソフォームが含まれている。

## 相互作用
GluA2はSPTAN1、GRIP1、PICK1と相互作用することが示されている。

## RNA編集
いくつかのイオンチャネルと神経伝達物質受容体のpre-mRNAがADARの基質となり、pre-mRNAのアデノシン（A）がイノシン（I）へ編集される。その標的には、AMPA型グルタミン酸受容体のサブユニット（GluA2、GluA3、GluA4）とカイニン酸型グルタミン酸受容体のサブユニット（GluK1、GluK2）が含まれている。ADARはpre-mRNAの二本鎖領域内のアデノシンを認識し、イノシンへの脱アミノ化を行う。イノシンは翻訳装置によってグアノシン（G）として認識されるため、コードされるアミノ酸が変化する場合がある。グルタミン酸作動性イオンチャネルは4つのサブユニットから構成され、各サブユニットがポアのループ構造に寄与している。ポアループ構造はK+チャネル（ヒトKv1.1チャネルなど）にみられるものと関係しており、Kv1.1チャネルもまたAからIへのRNA編集を受ける。

### 位置
GluA2のpre-mRNA中のQ/R編集部位は607番目のアミノ酸残基である。この残基はイオンチャネルのポアループ領域、タンパク質の2番目の膜貫通セグメントに位置する。編集によってグルタミン（Q）コドンはアルギニン（R）コドンに変化する。また、R/G編集部位は764番目のアミノ酸残基で、アルギニン（R）からグリシン（G）へ変化する。グルタミン酸受容体の全ての編集は二本鎖RNA領域に行われ、これらはエクソン中の編集部位ととイントロン中のECS（editing complementary site）との相補的な塩基対形成によって生じたものである。

### 調節
脳のGluA2の転写産物ではQ/R部位の編集は100%の頻度で生じており、これは100%の頻度で編集される既知の唯一の例である。しかしながら、線条体と皮質の一部の神経細胞では編集頻度は低下しており、これらの特定の神経細胞で高レベルの興奮毒性が生じる理由であると示唆されている。R/G部位は発生過程で調節されており、胚の脳ではほぼ編集されていないが、出生後に編集レベルが上昇する。

## 編集の影響

### 構造
Q/R部位での編集によって、グルタミンをコードするCAGコドンがCIGへ変化することでアルギニンとして翻訳されるようになる。この編集部位は2価カチオンの透過性を制御する領域であることが知られている。他のイオンチャネル型AMPAグルタミン酸受容体はグルタミン残基をコードしているが、GluA2ではアルギニンとなる。

### 機能
Q/R部位でのRNA編集はチャネルの透過性を変化させ、Ca2+を透過させないようにすると考えられている。Q/R部位の編集は、カイニン酸受容体のサブユニットであるGluK1とGluK2にも生じる。GluA2のQ/R部位の編集はチャネルのカルシウム透過性を決定し、編集されたサブユニットを含むチャネルはカルシウム透過性が低くなる。一方、GluK1のQ/R部位の編集は、I/V部位とY/C部位が共に編集されている場合にはチャネルのカルシウム透過性を増加させる可能性がある。このように、編集の主な機能はチャネルの電気生理の調節である。
線条体と皮質の神経細胞の一部では興奮毒性に対する感受性が高く、それはこうした神経細胞では編集頻度が100％よりも低下していることが原因であると考えられている。編集によって、いくつか他の影響も生じる。編集はチャネルの成熟と組み立てに変化が生じる。未編集型のGluA2は四量体化しシナプスへ輸送される傾向がある。しかし、編集型のGluA2は単量体として主に小胞体に位置しており、GluA2のポアループのアルギニン残基が小胞体保持シグナルとなっていると考えられる。そのため、編集はこのサブユニットの受容体への組み込みを調節している。

## 調節異常

### 筋萎縮性側索硬化症
ヒトと動物での多くの研究により、GluA2のpre-mRNAのRNA編集は正常な脳機能に必要であることが明らかにされている。編集の欠陥は、筋萎縮性側索硬化症（ALS）などいくつかの疾患と関係している。ALSは2000人に1人が発症し、多くの場合1–5年で致死となる。症例の大部分は孤発性で、家族性のものは少数である。これらの疾患では、運動神経細胞の変性によって最終的には麻痺と呼吸不全が引き起こされる。グルタミン酸の興奮毒性が孤発性症例において疾患の拡大に寄与していることが知られている。グルタミン酸レベルは40%上昇し、グルタミン酸受容体の活性化によるカルシウムの流入の増加とその後の神経細胞死の原因となっていることが示唆される。Q/R部位の編集の低下や喪失はカルシウムの透過性を増加させるが、疾患の影響を受けた運動神経細胞ではGluA2の編集レベルが低下していることが判明している（62-100%）。編集の異常はこの疾患に特異的であると考えられ、球脊髄性筋萎縮症では編集レベルの低下はみられない。

### てんかん
マウスモデルでは、編集の欠陥はてんかん発作を引き起こし、出生後3週間以内に死に至る。ほぼ100%の転写産物が編集されるものの、なぜゲノムにアルギニンとしてコードするのではなく、グルタミンコドンからの編集を行うのかは不明である。

### がん
Q/R部位の編集の低下は、ヒトの一部の脳腫瘍でもみられる。ADAR2の発現の減少は、悪性神経膠腫におけるてんかん発作と関係していると考えられている。

## 免疫組織化学診断における利用
GRIA2は孤立性線維性腫瘍（SFT）の免疫組織化学的診断マーカーとして、他の類似疾患との鑑別に利用される。他のCD34陽性腫瘍と同様、GRIA2は隆起性皮膚線維肉腫（DFSP）でも発現している。しかし、臨床的、組織学的特徴を鑑別に利用できる。GRIA2は他の軟部組織腫瘍ではわずかな分布しかみられない。

## 関連文献
- “AMPA receptor subunit GluR2 gates injurious signals in ischemic stroke.”. Mol. Neurobiol. 32 (2):  145–55. (2007). doi:10.1385/MN:32:2:145. PMID 16215279.
- “Chromosomal localization of human glutamate receptor genes.”. J. Neurosci. 12 (7):  2555–62. (1992). doi:10.1523/JNEUROSCI.12-07-02555.1992. PMC 6575855. PMID 1319477.
- “Flip and flop: a cell-specific functional switch in glutamate-operated channels of the CNS.”. Science 249 (4976):  1580–5. (1990). doi:10.1126/science.1699275. PMID 1699275.
- “RNA editing in brain controls a determinant of ion flow in glutamate-gated channels.”. Cell 67 (1):  11–9. (1991). doi:10.1016/0092-8674(91)90568-J. PMID 1717158.
- “RNA editing of the glutamate receptor subunits GluR2 and GluR6 in human brain tissue.”. J. Neurochem. 63 (5):  1596–602. (1994). doi:10.1046/j.1471-4159.1994.63051596.x. PMID 7523595.
- “The organization of the gene for the functionally dominant alpha-amino-3-hydroxy-5-methylisoxazole-4-propionic acid receptor subunit GluR-B.”. J. Biol. Chem. 269 (26):  17367–70. (1994). PMID 7545935.
- “AMPA glutamate receptors and their flip and flop mRNAs in human hippocampus.”. NeuroReport 5 (11):  1325–8. (1994). doi:10.1097/00001756-199406270-00007. PMID 7919190.
- “Primary structure and functional expression of the AMPA/kainate receptor subunit 2 from human brain.”. NeuroReport 5 (4):  441–4. (1994). doi:10.1097/00001756-199401120-00018. PMID 8003671.
- “RNA editing of AMPA receptor subunit GluR-B: a base-paired intron-exon structure determines position and efficiency.”. Cell 75 (7):  1361–70. (1994). doi:10.1016/0092-8674(93)90622-W. PMID 8269514.
- “Expression of alternatively-spliced glutamate receptors in human hippocampus.”. Eur. J. Pharmacol. 244 (1):  89–92. (1993). doi:10.1016/0922-4106(93)90062-E. PMID 8420792.
- “Novel anchorage of GluR2/3 to the postsynaptic density by the AMPA receptor-binding protein ABP.”. Neuron 21 (3):  581–91. (1998). doi:10.1016/S0896-6273(00)80568-1. PMID 9768844.
- “Phosphorylation of serine-880 in GluR2 by protein kinase C prevents its C terminus from binding with glutamate receptor-interacting protein.”. J. Neurochem. 73 (4):  1765–8. (1999). doi:10.1046/j.1471-4159.1999.731765.x. PMID 10501226.
- “Interaction of the C-terminal domain of delta glutamate receptor with spectrin in the dendritic spines of cultured Purkinje cells.”. Neurosci. Res. 34 (4):  281–7. (2000). doi:10.1016/S0168-0102(99)00061-9. PMID 10576550.
- “A phylogenetic analysis reveals an unusual sequence conservation within introns involved in RNA editing.”. RNA 6 (2):  257–69. (2000). doi:10.1017/S1355838200991921. PMC 1369911. PMID 10688364.
- “Mutagenesis reveals a role for ABP/GRIP binding to GluR2 in synaptic surface accumulation of the AMPA receptor.”. Neuron 27 (2):  313–25. (2000). doi:10.1016/S0896-6273(00)00039-8. PMID 10985351.
- “Phosphorylation of the AMPA receptor subunit GluR2 differentially regulates its interaction with PDZ domain-containing proteins.”. J. Neurosci. 20 (19):  7258–67. (2001). doi:10.1523/JNEUROSCI.20-19-07258.2000. PMC 6772789. PMID 11007883.
- “Mechanisms for activation and antagonism of an AMPA-sensitive glutamate receptor: crystal structures of the GluR2 ligand binding core.”. Neuron 28 (1):  165–81. (2000). doi:10.1016/S0896-6273(00)00094-5. PMID 11086992.
- “Control of kinetic properties of GluR2 flop AMPA-type channels: impact of R/G nuclear editing.”. Eur. J. Neurosci. 15 (1):  51–62. (2002). doi:10.1046/j.0953-816x.2001.01841.x. PMID 11860506.
- “The PDZ proteins PICK1, GRIP, and syntenin bind multiple glutamate receptor subtypes. Analysis of PDZ binding motifs.”. J. Biol. Chem. 277 (18):  15221–4. (2002). doi:10.1074/jbc.C200112200. PMID 11891216.